# Хиловская низина
Хи́ловская низина — низина на северо-западе Русской (Восточно-Европейской) равнины, на севере Псковской области России.
Соединяет Псковскую с запада и Приильменскую с востока низменности.
Средняя высоты составляют 50 — 100 м.
На севере низину ограничивает Лужская возвышенность, на юге — Судомская.
На востоке протекает река Шелонь с её притоками (Уза, Удоха), на западе — правые притоки реки Великой: Черёха и Кебь.
Здесь расположен санаторий Хилово и город Порхов.